# Materin blagoslov
Materin blagoslov (Trst, 1878) je drama Antona Klodiča.

## Osebe
- Podkuknik, bogat kmet
- Vida, njegova sestra
- Jela, nejgova hči
- Peter, Jelin ljubček, kovač
- Miroslav, inženir
- Anton, inženir
- Nacestnik, Miroslavov in Antonov stric, inženir
- Turjan, Mohorin, Leščar, kovači
- Vinklič, kolar
- Anica,Katra, dekli
- Učitelj
- Zdravnik

Godi se v Kobaridu leta 1867.

## Vsebina

### 1. dejanje
Peter se poslavlja od Jele, v svet gre za zaslužkom, saj Jelin oče za svojega revnega zeta noče slišati. Jela je zelo žalostna, Podkuknik pa vesel, saj upa, da bo hči sčasoma naklonjena kakšni boljši možitvi. Toda Jela je Petru zaprisegla zvestobo in očetu pove, da se bo poročila s Petrom ali pa se ne bo z nobenim. V Šandrovi krčmi kovači mečejo karte, ko pride do njih Podkuknik in jim začne  govoriti o hlaponu, ki ga je videl, ko je bil v Gorici. Ob tej priliki je tudi slišal, da se bo po poti skozi njihovo dolino speljala železnica. Nove železnice se vsi razveselijo zaradi možnega zaslužka v bodoče. Učitelj in Zdravnik sta še posebej navdušena in zapojeta pesem v kateri hvalita lepoto kobariške doline. Govorita, kako je človek prečudno bitje na zemlji, kako se znajde v vseh situacijah, le zoper smrti še ni izumil zdravila.

### 2. dejanje
Da bi Jelo potolažila, ji Katra zapoje pesem, ki jo je Jeli včasih pogosto pela zdaj že dolgo pokojna mati. Pesem govori o tem, naj se nikar ne boji, da jo materin blagoslov povsod in vedno spremlja in da bo Bog uslišal materine prošnje za hčerino srečo. Pesem sliši tudi Podkuknik, vzbudi mu otožne spomine na rajno ženo in mu omehča dušo. Vendar ne toliko, da bi odstopil od svojih načel. Tedaj njegova sestra Vida sklene, da bo svoje premoženje porabila za Jelino in Petrovo srečo. Peter v krčmi sreča inženirja Miroslava in Antona, ki potrdita, da železnica bo in se čudita, da Peter odhaja, ko bo vendar tu dovolj dela in zaslužka. Rečeta mu, naj zbere še ostale kovače in kolarje, da se bodo domenili o skupnem delu. Peter mojstre res pripelje in kmalu so vsi zadovoljni nad skupnim dogovorom. Še zlasti pa Peter, ki sta mu inženirja pomembno mesto v organizaciji in nadzoru. Podkuknika, ki je ravno takrat prišel v krčmo, to tako pretrese, da je pripravljen priznati nekaj veljave tudi rokodelstvu. Mojstri inženirjema  zapojejo himno kobariških kovačev, Podkuknik pa vse povabi k sebi na pijačo.

### 3. dejanje
Jela pripravlja pogostitev, teta Vida ji prišepne, da bo prišel tudi Peter, ki ni odšel v svet. Gostje se zbirajo, Zdravnik in Učitelj pripeljeta s seboj tudi Nacestnika, ki je prav zaradi železnice prišel v Kobarid. Vsi z veseljem proslavljajo prihajajoči dobiček in napredek. Vida izrabi slovesno priložnost in pred vsemi podari Petru 500 zlatnikov, ki jih je dobila od svojega ljubega, preden je umrl v tujini. Noče, da bi Peter dočakal tak nesrečni konec, kot njen ljubi. Hoče, da je Jela srečna, naj se uresniči materin blagoslov. To omehča celo Podkuknika, zaljubljencema sklene roke in navzoče povabi na svatbo čez mesec dni. Učitelj v imenu vseh zapoje zdravljico mlademu paru, ki govori naj njuno potomstvo živi na veke in naj slovi po čudovitih delih, saj sta delo in razum pretvorila svet.